# Bogdănești (Vaslui)
Bogdăneşti é uma comuna romena localizada no distrito de Vaslui, na região de Moldávia. A comuna possui uma área de 72.56 km² e sua população era de 3480 habitantes segundo o censo de 2007.